# Diamante de Porter
O Diamante de Porter é um modelo da área de administração, desenvolvido pelo engenheiro e economista norte-americano Michael Porter em 1989 em seu livro "A Vantagem Competitiva das Nações". O modelo busca ampliar a análise da competitividade com foco no entendimento do porquê empresas de um determinado país são capazes de competir com maior sucesso contra empresas de outros países. Esse contexto de competição internacional pode envolver tanto exportações quanto a produção local em outros países.
Muito do conceito sobre vantagem comparativa é baseado na análise dos fatores de produção. Essa abordagem foi baseada nos estudos de David Ricardo, o qual partiu da ideia de vantagem absoluta de Adam Smith. Ricardo aprofundou a análise e propôs que a vantagem comparativa é resultado de forças de mercado que impulsionam os recursos de determinado país ou região para as indústrias em que esse país apresenta maior produtividade.
Nesse conceito, portanto, ambas as formas de vantagem são necessárias para a competitividade de uma nação ou região. Pode ser possível que um determinado produto fosse possível de ser produzido a custos menores em um país, mas ele é importado porque no composto final uma empresa pode produzir outras partes a custos muito menores do que em outros países.

## Abordagem principal
A vantagem comparativa baseada em fatores de produção é, dessa forma, uma abordagem incompleta para se analisar a competitividade de um país ou de uma região. Por decorrência disso, Porter desenvolveu o modelo de Diamante para expandir a análise estratégica da competitividade de países ou de regiões .
O Modelo de Diamante de Porter enfatiza os determinantes da vantagem competitiva nacional. Eles são agrupados em quatro categorias ou atributos, a saber .
1)Condições de Fatores: Englobando o posicionamento do país ou da região em termos de recursos como mão de obra especializada, disponibilidade de serviços profissionais especializados, infra-estrutura de logística e de energia, para citar alguns exemplos.
2)Condições de demanda: Relacionadas à natureza da demanda para os produtos ou serviços oferido pelas empresas.
3)Indústrias Correlatas: Relacionada com a disponibilidade de indústrias correlatas, que atuam em atividades que complementam direta ou indiretamente as atividades da empresa em estudo. Cabe mencionar que essas indústrias correlatas devem ser competitivas internacionalmente.
4)Estratégia, estrutura e rivalidade das empresas: Representado pelas condições em que são organizadas a criação, organização e administração das organizações dentro do país em estudo. Isso aliado com as condições em que se estabelece a rivalidade interna.

## Determinantes da vantagem competitiva
Os determinantes da vantagem competitiva representam o composto no qual indústrias poderão se posicionar no contexto internacional de competição. Isolada ou conjuntamente, esses determinantes podem influenciar a capacidade que empresas têm de adquirir vantagem competitiva em um setor específico.

### Condições de fatores
Essas condições são aquelas mais fortemente relacionadas ao conceito clássico proposto por Ricardo, também referido pelos economistas como fatores de produção. Elas representam os insumos necessários para competir, portanto, são recursos de entrada para as empresas. Dentre as diversas categorias em que se pode agrupar os fatores, estão:
•	Recursos humanos: Quantidade de pessoas, capacidade, formação, especialização, valores éticos, custos de contratação e modelos de contratação.
•	Recursos físicos: Tipo de recursos, disponibilidade, acessibilidade, qualidade, custos de disponibilização. Podem ser representados por diferentes categorias, por exemplo os recursos naturais como a terra, a água, rios para navegação e transporte. Também se inclui neste tipo de recurso a localização geográfica.
•	Conhecimento: Científico, tecnológico, de mercado e técnicos, todos estes associados com os produtos e serviços a serem ofertados. Também podem ser representados pela capacidade de gerar novo conhecimentos (universidades, institutos de pesquisa), disseminação de informações e de conhecimento por meio de bancos de dados e sistemas de compartilhamento e acesso à informações.
•	Capital: Representado pela disponibilidade de meios de financiamento de projetos, por exemplo, o mercado de capitais, o sistema de financiamento via agentes púbicos e privados como agências de fomento e bancos. O capital é um recurso que representa importante fator de produção, e portanto deve estar presente nos estudos de avaliação da competitividade de países ou de regiões.
•	Infraestrutura: Representado pelo tipo de infraestrutura disponível, o acesso a ela e os custos associados para se usufruir desse acesso ou utilização. Tem especial ênfase em aspectos relacionados a logística e transporte, mas também a outros fatores como disponibilidade de moradia, de espaço físico para armazenamento, produção, transmissão e distribuição de energia e combustíveis.

### Condições de demanda
A demanda interna pelos produtos ou serviços representa importante fator para a competitividade de um país ou de uma região. Além da demanda representar fator impulsionador para a competitividade das empresas na região, a sua natureza contribui para fortalecer estratégias para a inovação. Portanto, condições de demanda são importantes para gerar impulso estático e dinâmico. Existe uma pressão por parte dos clientes, cada vez mais exigentes e sofisticada.
A natureza da demanda interna contribui para caracterizar os segmentos da atividade econômica que apresentam maior propensão a se estabelecer na região. Diversos aspectos podem influenciar a natureza da demanda, a exemplo do rápido desenvolvimento dos sistemas de transmissão via micro-ondas no Japão do pós-guerra, quando a necessidade de comunicação em região montanhosa levou os pesquisadores japoneses a investir no desenvolvimento de tecnologias dessa área do conhecimento.

## Outros fatores relevantes
O nível de sofisticação do consumidor e dos produtos e serviços influencia a demanda são fatores importantes para a competitividade de um país, uma vez que quanto mais sofisticado for o comprador dos produtos e serviços, maior será a motivação para a inovação e a qualidade, por decorrência disso, para a criação de competitividade das empresas na região. 
Características geográficas e de clima influenciam preferências de consumidores, e acabam gerando uma natureza de demanda que resulta em algum grau de especialização em nível acima do pode ser demandado por compradores de outras regiões. Esse contexto explica, por exemplo, porque fabricantes de motores diesel de alta capacidade dos EUA são muito competitivos internacionalmente, dado que eles se adequaram a uma demanda forte por transporte rodoviário de alta capacidade e de longas distâncias. 
A exigência do mercado consumidor de produtos e serviços direciona os esforços no sentido do atendimento dos requisitos, consolidando a capacidade de atender às exigências de forma competitiva. Esse contexto induz as empresas do setor de atuação a desenvolver expertises particulares que se tornam, ao longo do tempo, importantes fontes de vantagem competitiva. O cliente se torna, nessa situação, um importante agente gerador de novas demandas, as quais poderão ser atendidas por meio de investimentos em inovação. Uma análise sobre esse contexto pode ser entendida como um círculo virtuoso, que proporciona a manutenção ou o incremento da vantagem competitiva adquirida. Além disso, aqueles atributos que tenham sido desenvolvidos a mais tempo podem ser oferecidos em outros mercados menos sofisticados, permitindo aumentar a participação nesses mercados. Esse processo é chamado por Porter (1993) de necessidade precursoras do comprador.
O tamanho do mercado interno é um fator importante para que os benefícios de escala e de aprendizado possam ser usufruídos pelas empresas em uma determinada região. Esse fator, contudo, não explica isoladamente a competitividade, pois há outros fatores igualmente relevantes como a própria distribuição da produção em nível internacional. Algumas empresas operam em vários países e os ganhos de aprendizado são auferidos a partir das unidades que se destacam em determinadas áreas de processos ou de produção. Também a escala operacional pode contribuir se ela for obtida a partir das unidades em que a expertise de processos ou produção se mostra melhor. Portando, o que Porter argumenta é que nem sempre a competitividade de um setor se manifesta igualmente em todos os itens da cadeia de produção desse setor.
Em especial, quanto maior o mercado interno, melhor para empresas localizadas em países ou regiões em que atividades de P&D são muito fortes, a capacidade financiamentos de projetos de capital intensivo é elevada, a tecnologia avança a passos largos ou as incertezas se mostram elevadas. Um mercado grande internamente contribui para mitigar riscos relacionados à necessidade de investimentos elevados.
Não somente o tamanho da demanda do mercado interno, mas também a taxa de crescimento dessa demanda é um fator que merece atenção em um processo de análise da competitividade internacional. A atratividade do setor de atuação em mercados de alto crescimento traz mais benefícios do simplesmente o aumento dos negócios no portfolio presente das empresas. Ela também traz benefícios pela adoção mais rápida de novas tecnologias, melhor retorno dos investimentos em plantas de maior porte e consequente redução dos riscos sobre decisões estratégicas.
O outro lado dos pontos positivos que advém do tamanho do mercado interno e de sua taxa de crescimento é a saturação do mercado. Embora possa parecer ruim, em princípio, há benefícios nessa situação. Um deles é a indução à inovação, uma vez que mercado saturado implicaria possível queda de preços. Para evitar que isso ocorra, é necessário investir na qualidade dos produtos, na agregação de novos atributos dos produtos e consequente aumento da rivalidade entre as empresas que cometem no mercado.
Ao final, a tendência das empresas é tentar expandir seu mercado a países estrangeiros. Porter argumenta que parte significativa das empresas estudadas para desenvolver as pesquisas para o modelo do Diamante iniciou sua trajetória internacional porque seu mercado interno se mostrou saturado. A demanda nos mercados internos impulsiona as empresas na busca de novos mercados onde os atributos de seus produtos podem ser valorizados. A pressão pela maior qualidade ou proposta de valor dos produtos, advinda da dinâmica dos mercados internos, em tamanho ou em taxa de crescimento, gera oportunidades estratégicas em mercados estrangeiros, induzindo à internacionalização.

### Indústrias correlatas e de apoio[2]
Se há, no país ou na região, empresas fornecedoras ou que atuam em áreas correlatas à da empresa internacionalizada, e que também sejam competitivas em nível internacional, a empresa que utiliza essa cadeia de valor tende a se manter competitiva em nível internacional. O acesso rápido e eficiente a produtos e insumos economicamente rentáveis agrega valor e competitividade a empresas que atuam na região.
Além dessa disponibilidade aos insumos, a coordenação também é facilitada pela atuação de empresas e suas relações entre os gestores dessas empresas. O relacionamento oriundo da facilidade de se coordenarem localmente gera possibilidades importantes em termos de ajustes, novos desenvolvimentos e adoção de processos e inovações que se materializam na cadeia produtiva. O fornecimento a partir de empresas estrangeiras, mesmo que competitivas internacionalmente, pode não se transformar em uma vantagem competitiva forte se a coordenação não for bem estruturada.
Nos dias atuais, a capacidade dos sistemas de comunicação reduz a dificuldade de coordenação à distância. Dessa forma o processo de aperfeiçoamento e de inovação pode se mostrar presente mesmo em situações de fornecimento internacional.

### Estratégia, estrutura e rivalidade de empresas[2]
O contexto nacional influencia a forma com que as empresas, são criadas, organizadas e dirigidas. Por decorrência o ambiente do país afeta a rivalidade em que empresas disputam os mercados.
A competição torna-se um resultado de decisões que direta ou indiretamente são tomadas considerando esse contexto do país ou da região. Diversas ações são influenciadas pelo ambiente, como as de treinamento, formação profissional, liderança, estruturas organizacionais e hierarquia, natureza do relacionamento corporativo – individualismo ou coletivismo. Essas características diversas acabam gerando condições de vantagens ou desvantagens competitivas em cada país ou região.
O ambiente institucional molda a forma com que empresas são administradas. As metas empresariais e mesmo as metas individuais refletem essa condição. A geração de padrões diferentes é, dessa forma, uma consequência resultante que leva à geração de vantagens ou desvantagens competitivas para as empresas.
Países em que o individualismo se mostra mais forte que o coletivismo podem gerar mais atividades empreendedoras, em especial aquelas relacionadas à inovação. Por outro lado, países onde prevalece o coletivismo podem se mostrar mais adequados para operações que dependem de muita mobilização e treinamento.
A rivalidade interna está, segundo os estudos de Porter (1993), diretamente relacionada com a competitividade das empresas. Embora ele comente que há conceitos que defendem a ideia de que a rivalidade impede os ganhos de escala, ele reforça que os estudos realizados em 10 países não revelam esse resultado. Ao contrário, a competitividade de empresas se mostrou mais fortemente relacionada com a rivalidade das empresas. Quanto maior a quantidade de competidores, maior foi a competitividade constatada das empresas.
Outros aspectos relevantes

### O acaso[2]
Porter também descreve o papel de aspectos complementares aos quatro determinantes da vantagem competitiva, os quais são categorizados pelo autor em dois grupos.
O primeiro deles é o papel do acaso. Muitas das oportunidades de ampliação da competitividade de empresas em países ou regiões é fruto do impulso gerado por fenômeno não controláveis pelos gestores das empresas. O acaso, na abordagem do autor, são fenômenos fortuitos, fora inclusive do alcance dos gestores públicos de países ou regiões, e por analogia também fora do alcance dos gestores das empresas.
Uma lista de fenômenos fortuitos que apresentam influência sobre a competitividade de empresas em países ou regiões inclui, por exemplo:
•	Atos de pura invenção
•	Tecnologias disruptivas que quebram o modelo vigente na indústria
•	Choques de oferta de insumos com consequente aumentos de custos
•	Crises ou mesmo alterações radicais nos mercados financeiros internacionais
•	Surtos de demanda, rompendo barreiras consideradas normais
•	Decisões políticas
•	Guerras

A ocorrência desses eventos significativos modifica a dinâmica de mercado, podendo reduzir vantagens competitivas existentes, criar oportunidades de novas formas de auferir vantagem competitiva e possivelmente alterando a dinâmica do mercado de tal forma que as bases para a construção da competitividade se alteram significativamente.
O autor defende que os fenômenos fortuitos (acaso) influenciam os determinantes da competitividade. Eles podem influenciar as condições de fatores, ao restringir o acesso aos insumos de um determinado setor, para citar um exemplo. Ou podem influenciar as relações de consumo, alterando as condições de demanda. Crises internacionais podem levar a movimentos e decisões regulatórias que afetam a estrutura ou a governança de empresas de diferentes países, gerando impactos na competitividade dessas empresas. Finalmente a escassez de determinado insumo pode afetar condições de fatores bem como a competitividade de industrias correlatas, afetando indiretamente as empresas que fazem parte da cadeia produtiva.

### O Governo[2]

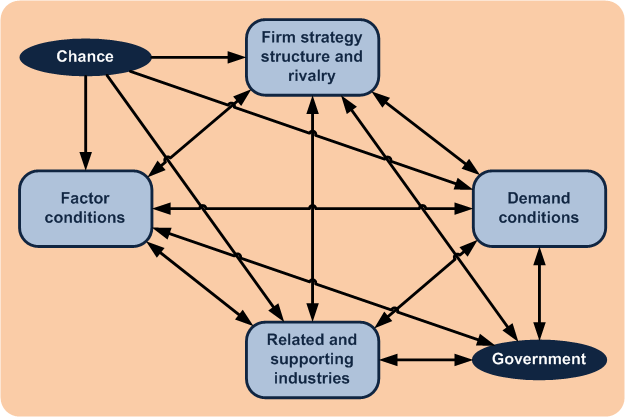
O famoso "diamante" de Porter.

O poder público tem influência relevante sobre a competitividade dos países. Tão forte é essa influência que muitas pessoas o consideram um quinto fator determinante de competitividade. Porter, contudo, o considera um agente de geração de fenômenos que influenciam os quatro determinantes de competitividade do Diamante.
De fato, o papel do governo envolve diversas decisões, muitas delas discricionárias, que têm objetivo direto em impulsionas os negócios de setores da economia. Políticas públicas de incentivo fiscal, subsídios diretos ou indiretos, educação e ensino profissionalizante geram impactos nas condições de fatores, um dos determinantes da competitividade do Diamante.
Assim como o poder público pode influenciar os determinantes do Diamante, ele também pode sofrer influencias dos determinantes. Aspectos relacionados com a disponibilidade de recursos humanos capacitados podem gerar decisões sobre a política educacional profissionalizante, ou desequilíbrios na competição em determinada região de um país pode ser causa de uma rivalidade reduzida pela assimetria de condições competitivas, levando o governo a regulamentar o setor visando ao alinhamento de condições e impulsão da rivalidade entre empresas, por decorrência ao retorno das condições de competitividade decorrentes.